# بازآرایی مام
بازآرایی مام (به انگلیسی: Mumm rearrangement) یک واکنش آلی و نوعی واکنش بازآرایی است. این واکنش به صورت یک انتقال ۳،۱(O-N) آسیل از یک گروه آسیل ایمیدات یا ایزوایمید به یک ایمید توصیف می‌شود.
این واکنش به عنوان بخشی از واکنش یوگی اهمیت دارد.